# Наталі Поса
Наталі Поса (ісп. Nathalie Poza, 7 березня 1972, Мадрид, Іспанія) — іспанська акторка.

## Вибіркова фільмографія
- 2015: Трумен
- 2015—2016: Карлос, король-імператор
- 2018: Титан
- 2020: Фестиваль Ріфкіна